# Give 'em Hell, Harry!
Give 'em Hell, Harry! è un film del 1975, diretto dai registi Steve Binder e Peter H. Hunt.